# Victor Franz von Andrian-Werburg

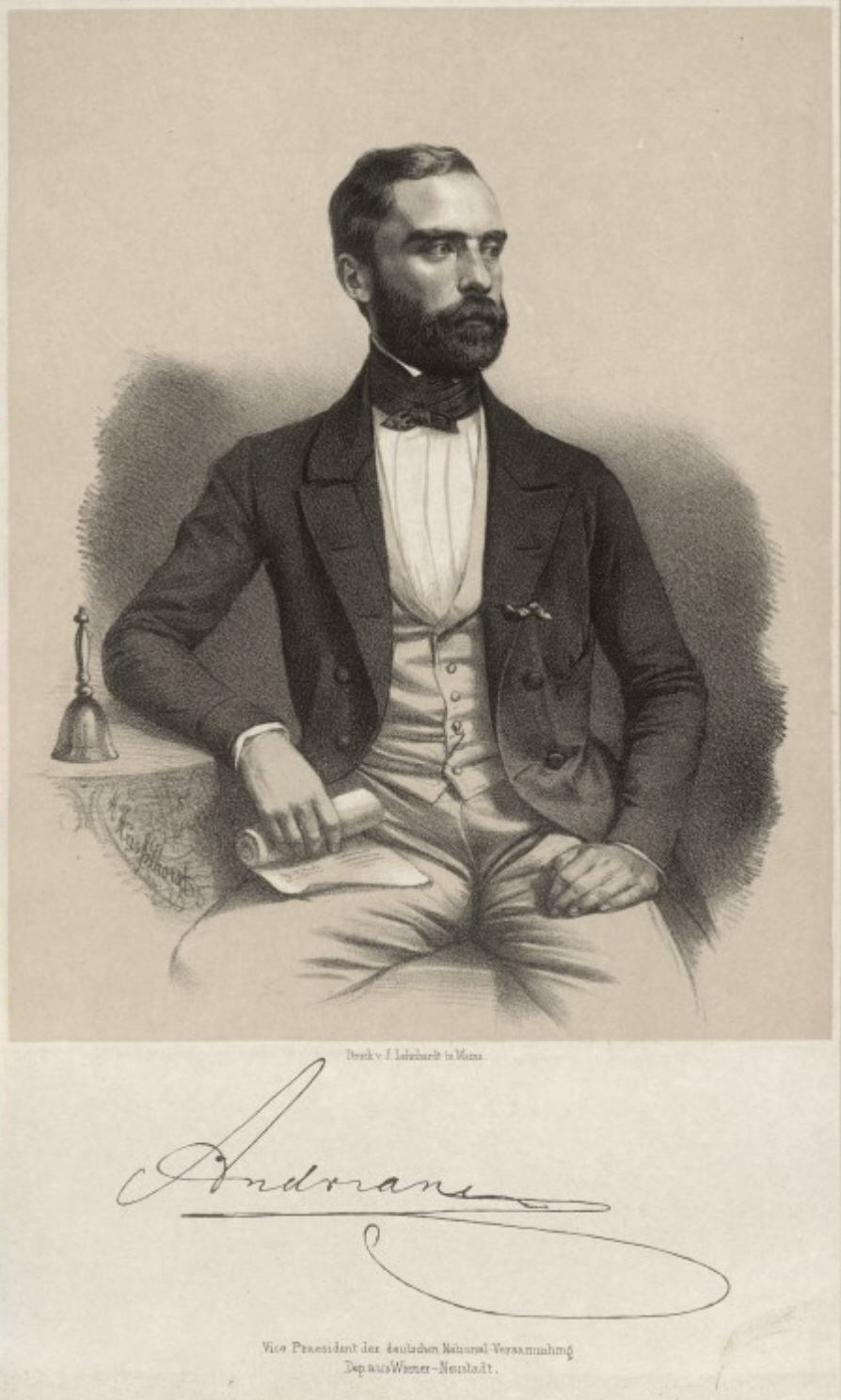
Victor Franz von Andrian-Werburg

Victor Franz Freiherr von Andrian-Werburg (* 17. September 1813 in Görz; † 25. November 1858 in Wien) war ein liberaler österreichischer Politiker.

## Leben
Victor Andrian-Werburg studierte von 1829 bis 1833 Rechtswissenschaften in Wien und wirkte anschließend im österreichischen Staatsdienst in Venedig, Mailand und Wien. In der 1841 erschienenen Schrift Österreich und seine Zukunft (3. Aufl., Hamburg 1843; 2. Teil, 2. Aufl., Hamburg. 1847) zeigte er sich als ein aufgeklärter Politiker im Sinn der englischen Aristokratie. Im Jahr 1844 kam er als Hofsekretär zur Hofkanzlei.
Er verließ aber den Staatsdienst im Frühjahr 1846, nahm an den ständischen Bewegungen lebhaften Anteil und veröffentlichte 1847 den zweiten Teil der oben erwähnten Schrift zu Hamburg. Gleichzeitig gab er im Sinn der ständischen Opposition Österreichs anonym die wichtige Sammlung Historische Aktenstücke zur Geschichte des Ständewesens in Österreich (Leipzig. 1846, 6 Hefte) heraus.
Von den Ständen Niederösterreichs, wo er sich angekauft, zum Vorparlament nach Frankfurt entsandt, wurde er Anfang April 1848 in den Fünfzigerausschuß gewählt und wirkte als Vorstand des Zentralkomitees für das Zustandekommen der Wahlen zur Frankfurter Nationalversammlung, in welcher er selbst vom 18. Mai 1848 bis zum 30. März 1849 als Abgeordneter den Wahlkreis Wiener Neustadt vertrat und der Casino-Fraktion angehörte. Andrian-Werburg wurde zum Vizepräsidenten der Nationalversammlung gewählt, war zugleich Mitglied des Verfassungs- und des Zentralwahlausschusses und stand an der Spitze der Deputation, welche dem Erzherzog Johann seine Wahl zum Reichsverweser anzeigte.

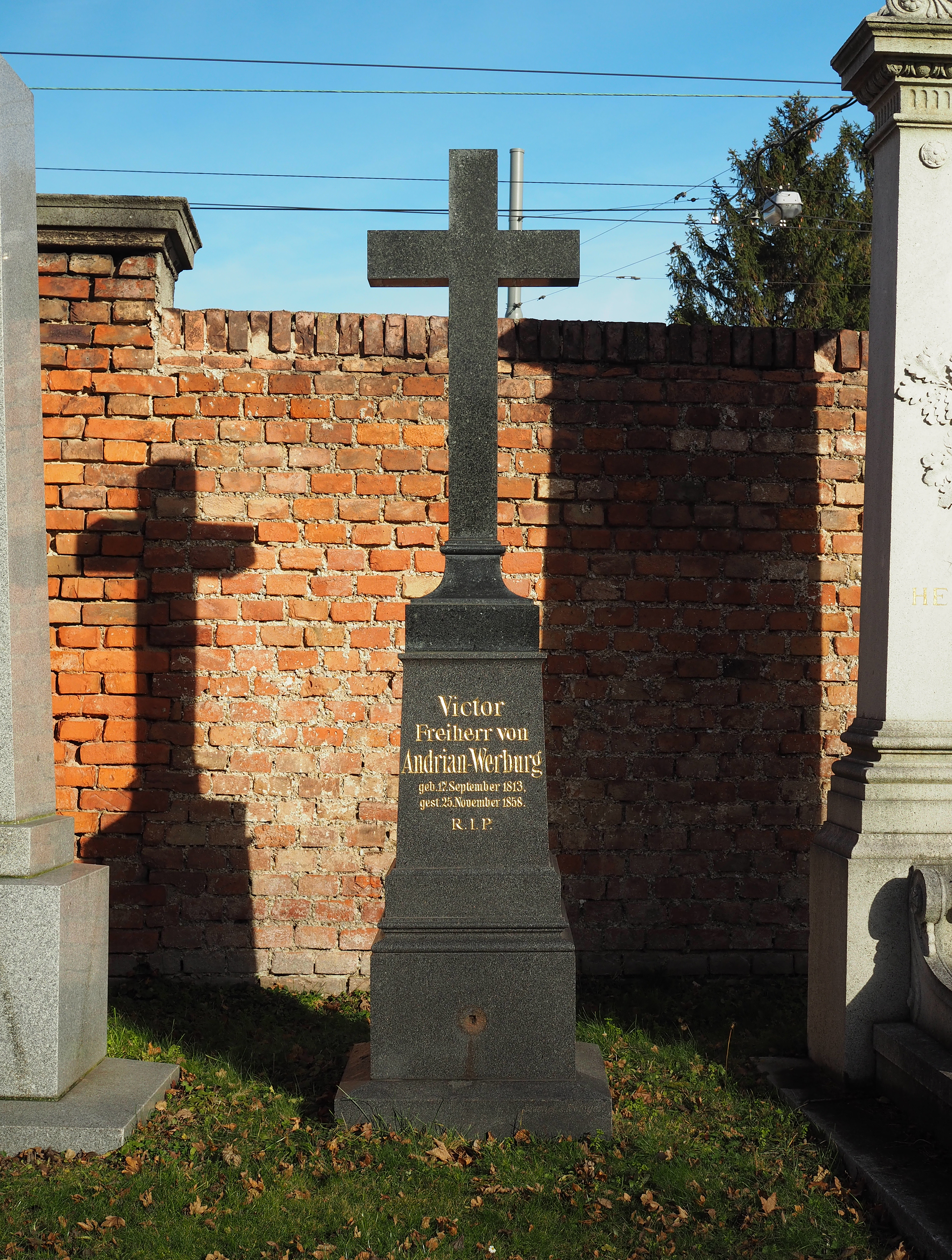
Grab von Victor von Andrian-Werburg auf dem Wiener Zentralfriedhof

Anfang August 1848 zum Reichsgesandten in London ernannt, vertrat er in den Unterhandlungen über die österreichisch-italienische und die schleswig-holsteinische Frage Deutschlands Interesse, kehrte aber, als die österreichisch-deutsche Frage in Frankfurt in den Vordergrund trat, auf Wunsch des Reichsministeriums zurück und sprach sich für den Kremsierer Verfassungsentwurf aus.
Nach Schmerlings Rücktritt gab auch Andrian-Werburg seine Entlassung. Ende Januar 1849 kam er wieder nach Frankfurt, von wo er Anfang März nach Wien zurückkehrte. Seine politischen Ansichten legte er in der Schrift Zentralisation und Dezentralisation in Österreich (anonym, Wien 1850) nieder. Dem Neoabsolutismus stand er ablehnend gegenüber und kritisierte ihn scharf und anonym in seinem Buch Österreich und dessen Zukunft.
Victor Franz von Andrian-Werburg starb am 25. November 1858 in Wien und liegt in einem Ehrengrab auf dem Wiener Zentralfriedhof (0-1-2).